# Mamantel
Mamantel, oficialmente llamado Francisco Villa (Pancho Villa), es una localidad con 1417 habitantes situada en el municipio del Carmen, Campeche, Es cabecera municipal de la Junta municipal de Mamantel.

## Demografía
Según el censo de 2020, Mamantel contaba con una población de 1417 habitantes, 647 mujeres y 561 hombres, con un total de 410 viviendas particulares habitadas.

## Política
Junta Municipal
Una Junta Municipal es un órgano auxiliar del municipio que desempeña funciones administrativas y de apoyo en la gestión local. Son responsables de diversas tareas que ayudan a mantener el orden y la eficiencia en la administración municipal. Electos cada 3 años el segundo domingo de junio y toman el cargo el 1 de octubre de  ese año.
- (2006 - 2009): Carlos Silverio Medina Meza
- (2009 - 2012): Juan Manuel Kuri Franco
- (2012 - 2015): Saúl Avilés Chávez
- (2015 - 2018): Juan Manuel Kuri Franco
- (2018 - 2021): Benigno Martínez Canul
- (2021 - 2024): Guadalupe Janeth Izquierdo Morales. 2021
- (2024 - 2027): Guadalupe Janeth Izquierdo Morales.

La Junta Municipal abarca las localidades de: Mamantel, 18 de Marzo, San Isidro, Nuevo Pital, Viejo Pital, Mamantel Viejo, Nueva Chontalpa, Felipe Ángeles, Bella Palizada, Ojo de Agua, El Encanto, Ignacio Zaragoza, El Quebrache y San Miguel de Allende.